# タイ有機プリンテッドエレクトロニクスイノベーションセンター
タイ有機プリンテッドエレクトロニクスイノベーションセンター (タイ語:ศูนย์นวัตกรรมการพิมพ์อิเล็กทรอนิกส์และอิเล็กทรอนิกส์อินทรีย์、タイ略語:เอ็มเทค、英語：Thailand Organic & Printed Electronics Innovation Center/Consortium 英略称：TOPIC）は、タイ王国 内閣科学技術省タイ国立科学技術開発庁監督下の研究所。2012年3月に設立。タイ王国における有機プリンテッドエレクトロニクス素材と技術に関する研究開発、産業の拠点形成を目的とする。パトゥムターニー県タイランド・サイエンスパーク内に立地。

## 概要
タイ有機プリンテッドエレクトロニクスイノベーションセンターは、タイ国立科学技術開発庁の傘下組織として2012年3月に設立された。所長はタイ国立電子コンピューター技術研究センターの所長が兼任し、残りの国立研究機関、タイ国立遺伝子生命工学研究センター、タイ国立金属材料技術研究センター、 タイ国立ナノテクノロジー研究センターに施設、資材を提供している。センターは有機プリンテッドエレクトロニクス分野の研究開発において、タイ王国およびアセアンの先導的な役割を果たすことを目指しており、さらに民間企業、大学との共同研究、商品開発の橋渡しをすることも目的としている。
研究開発ではRFIDタグ、ディスプレイ、有機発光ダイオード、薄膜電池、薄膜センサのみならず、タイの主要産業の一つである農産物加工産業のスマートパッケージングへの応用も目指している。

## 所在地
- パトゥムターニー県 クローンルワン郡 タムボン・クローンヌン パホンヨーティン通り サイエンスパーク イノベーションクラスター2、D棟5階

（อาคารกลุ่มนวัตกรรม 2 (Innovation Cluster 2) ตึก D ชั้น 5 อุทยานวิทยาศาสตร์
ประเทศไทย ถนนพหลโยธิน ตำบลคลองหนึ่ง อำเภอคลองหลวง จังหวัดปทุมธานี 12120）

## 関連事項
- 科学技術省 (タイ)
- タイ国立科学技術開発庁（NSTDA）
- タイランド・サイエンスパーク
- タイ技術管理センター（TMC）
- タイ国立遺伝子生命工学研究センター（BIOTEC）
- タイ国立金属材料技術研究センター（MTEC）
- タイ国立ナノテクノロジー研究センター（NANOTEC）
- タイ国立電子コンピューター技術研究センター（NECTEC）